# Żyły śródkościa

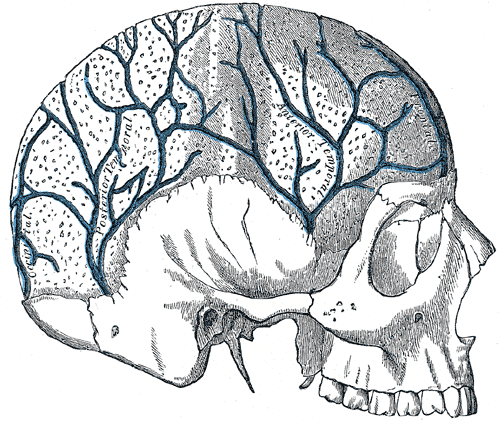
Śródkoście i żyły śródkościa

Przekrój przez ścianę czaszki i opony mózgowo-rdzeniowe. Żyła śródkościa podpisana Diploic vein.

Żyły śródkościa (łac. venae diploicae) – w anatomii człowieka żyły ściany kostnej czaszki, układające się promieniście w śródkościu. Są to naczynia o cienkich ścianach, pozbawione zastawek. Biegną w kanałach śródkościa, do których mocno przylegają, co zapobiega zapadaniu się ich ścian. Łączą się z żyłami okostnej zewnętrznej i wewnętrznej, a poprzez żyły wypustowe łączą się z jednej strony z krążeniem zewnątrzczaszkowym, a z drugiej – z zatokami opony twardej. Pozwala to na wyrównywanie ciśnienia krwi w naczyniach wewnątrz i na zewnątrz czaszki.
U małych dzieci żyły śródkościa są liczniejsze niż u dorosłych. W momencie zarośnięcia szwów czaszkowych dochodzi do łączenia się naczyń zlokalizowanych na sąsiednich kościach i w konsekwencji zmniejszenia ich ilości. Duża liczba żył śródkościa ułatwia rozprzestrzenianie się infekcji w obrębie naczyń czaszki, co sprawia, że u dzieci częściej dochodzi do powikłań w przebiegu zapalenia zatok.
Zwykle wyróżnia się cztery żyły śródkościa:
- czołową, która spływa do żyły nadoczodołowej i do zatoki strzałkowej górnej
- skroniową przednią, biegnącą w kości czołowej i kości ciemieniowej, spływającą do zatoki klinowo-ciemieniowej i, poprzez szczelinę w skrzydle większym kości klinowej, do jednej z żył skroniowych głębokich
- skroniową tylną, leżącą w obrębie kości ciemieniowej i części kości skroniowej, przebiegającą przez otwór sutkowy i uchodzącą do okolicy sutkowej oraz do zatoki poprzecznej
- potyliczną, która spływa do żyły potylicznej i do zatoki poprzecznej lub bezpośrednio do spływu zatok[2][4]